# Парса (жанр)
Парса (перс. — отрывок, кусок) — литературный жанр, небольшое по объёму поэтическое или прозаическое произведение, созданное на основе небольшой художественной детали и характеризующееся композиционной и тематической целостностью.
Парса носит философский и назидательный характер и заключает в себе афористическую мысль.
В башкирской литературе 19 — начала 20 века развитие жанра парса связано с творчеством Акмуллы («Ут» — «Огонь», «Ер» — «Земля», «Һыу» — «Вода» и др.), Ш.Бабича («Хәлебеҙҙән бер күренеш» — «Сцена из нашей жизни» и др.), М.Гафури («Ниңә кәрәк ине?» — «Зачем это было нужно?» и др.). Во 2-й пол. 20 — нач. 21 вв. к П. обращались С.Алибай, К. Аралбай, Р. Т. Бикбаев, М.Гали, К.Даян, С.Кудаш, Н.Наджми, Р. С. Назаров, З. Г. Ураксин, Г. Б. Хусаинов, М.Ямалетдин и др.